# Neolophonotus cupreus
Neolophonotus cupreus är en tvåvingeart som först beskrevs av Friedrich Hermann Loew 1858.  Neolophonotus cupreus ingår i släktet Neolophonotus och familjen rovflugor. Inga underarter finns listade i Catalogue of Life.